# Glabella (slak)
Glabella is een geslacht van weekdieren uit de klasse van de Gastropoda (slakken).

## Soorten
- Glabella adansoni (Kiener, 1834)
- Glabella ansonae Clover, 1976
- Glabella bellii (Sowerby II, 1846)
- Glabella bifasciata (Lamarck, 1822)
- Glabella davisiana Marrat, 1877
- Glabella denticulata (Link, 1807)
- Glabella faba (Linnaeus, 1758)
- Glabella fumigata (Gofas & Fernandes, 1994)
- Glabella harpaeformis (Sowerby II, 1846)
- Glabella henrikasi (Bozzetti, 1995)
- Glabella lucani (Jousseaume, 1884)
- Glabella mirabilis (H. Adams, 1869)
- Glabella mozambicana Boyer, 2014
- Glabella nodata (Hinds, 1844)
- Glabella obtusa (G. B. Sowerby II, 1846)
- Glabella omanensis Boyer, 2014
- Glabella pseudofaba (Sowerby II, 1846)
- Glabella reeveana (Petit de la Saussaye, 1851)
- Glabella rosadoi Kilburn, 1994
- Glabella rotunda Boyer, 2014
- Glabella tyermani (Marrat, 1876)
- Glabella xicoi (Boyer, Ryall & Wakefield, 1999)
- Glabella youngi (Kilburn, 1977)